# Lijst van Wit-Russische politieke partijen
Dit artikel geeft een overzicht van de politieke partijen in Wit-Rusland.

## Partijen in deNationale Vergadering
| Partijen in de Nationale Vergadering (2019)                                                                                          | Partijen in de Nationale Vergadering (2019)         | Partijen in de Nationale Vergadering (2019)                                                  | Partijen in de Nationale Vergadering (2019) | Partijen in de Nationale Vergadering (2019)                                      | Partijen in de Nationale Vergadering (2019) | Partijen in de Nationale Vergadering (2019) | Partijen in de Nationale Vergadering (2019) |
| Afbeelding | Partij                                              | Russisch Wit-Russisch                                                                        | Richting                                    | Ideologie                                                                        | %                                           | Zetels                                      | Nationale affiliatie                        |
| --- | --------------------------------------------------- | -------------------------------------------------------------------------------------------- | ------------------------------------------- | -------------------------------------------------------------------------------- | ------------------------------------------- | ------------------------------------------- | ------------------------------------------- |
| Logo Belaja Roes | Belaja Roes(a)                                      | Белая Русь                                                                                   | Big tent                                    | Nationalisme Sociaal-conservatisme Etatisme Pro-Russisch Pro-Loekasjenko         | -                                           | 68 / 110                                    | Republikeinse Coördinatieraad               |
| | Communistische Partij van Wit-Rusland               | Коммунистическая партия Беларуси Камуністы́чная па́ртыя Белару́сі                               | Extreemlinks                                | Communisme Marxisme-leninisme Sovjetpatriottisme Unie van Rusland en Wit-Rusland | 10,62%                                      | 11 / 110                                    | Republikeinse Coördinatieraad               |
| | Republikeinse Partij van de Arbeid en Gerechtigheid | Республиканская партия труда и справедливости Рэспубліканская партыя працы і справядлівасьці | Centrumlinks                                | Socialisme Sociaaldemocratie Pro-Loekasjenko                                     | 6,75%                                       | 6 / 110                                     | Republikeinse Coördinatieraad               |
| | Wit-Russische Patriottische Partij                  | Белорусская патриотическая партия Беларуская патрыятычная партыя                             | Centrumrechts                               | Conservatisme Socialisme Pro-Loekasjenko                                         | 1,43%                                       | 2 / 110                                     | Republikeinse Coördinatieraad               |
| Logo LDPB | Liberaal-Democratische Partij van Wit-Rusland       | Либерально-демократическая партия Беларуси Ліберальна-дэмакратычная партыя Беларусі          | Rechts                                      | Nationalisme Conservatisme Unie van Rusland en Wit-Rusland                       | 5,36%                                       | 1 / 110                                     |                                             |
| Logo Wit-Russische Agrarische Partij                                                                                                 | Wit-Russische Agrarische Partij                     | Белорусская аграрная партия Беларуская аграрная партыя                                       | Links                                       | Democratisch socialisme Agrarisch socialisme                                     | 0,89%                                       | 1 / 110                                     | Republikeinse Coördinatieraad               |
| |                                                     |                                                                                              |                                             |                                                                                  |                                             |                                             |                                             |
| (a): Geen politieke partij, maar een publieke organisatie, d.w.z. dat de bij BR aangesloten parlementariërs formeel partijloos zijn. |                                                     |                                                                                              |                                             |                                                                                  |                                             |                                             |                                             |
| Bron: Samenstelling van de Nationale Vergadering na de verkiezingen van 2019                                                         |                                                     |                                                                                              |                                             |                                                                                  |                                             |                                             |                                             |

## Partijen in regionale parlementen
| Regionale politieke partijen | Regionale politieke partijen                         | Regionale politieke partijen                                                                | Regionale politieke partijen | Regionale politieke partijen                       | Regionale politieke partijen         | Regionale politieke partijen  | Regionale politieke partijen |
| Afbeelding                   | Partij                                               | Russisch                                                                                    | Richting                     | Ideologie                                          | Zeteltotaal in Regionale parlementen | Nationale affiliatie          |                              |
| ---------------------------- | ---------------------------------------------------- | ------------------------------------------------------------------------------------------- | ---------------------------- | -------------------------------------------------- | ------------------------------------ | ----------------------------- | ---------------------------- |
|                              | Sociaaldemocratische Partij van de Volksovereenkomst | Социал-демократическая партия народного согласия Сацыял-дэмакратычная партыя Народнай Згоды | Centrumlinks                 | Sociaaldemocratie Pro-Loekasjenko                  | 11 / 18,110                          | Republikeinse Coördinatieraad |                              |
| Logo BSSP                    | Wit-Russische Socialistische Sportieve Partij        | Белорусская социально-спортивная партия Беларуская сацыяльна-спартыўная партыя              |                              | Sociale markteconomie Pro-Russisch Pro-Loekasjenko | 4 / 18,110                           | Republikeinse Coördinatieraad |                              |
| Logo "Een Betere Wereld"     | Wit-Russische Politieke Partij "Een Betere Wereld"   | Беларуская партыя левых «Справядлівы свет» Белорусская партия левых «Справедливый мир»      | Links                        | Communisme Socialisme Anti-Loekasjenko             | 2 / 18,110                           |                               |                              |

## Pro-presidentiële partijen zonder vertegenwoordiging
- Republikeinse Partij (nationalisme, conservatisme, Eurazianisme)
- Wit-Russische Republikeinse Jeugdunie (semiofficiële jeugdbeweging van Wit-Rusland)

## Oppositiepartijen
- BNP Partij (Christendemocratie, conservatisme)
- Wit-Russische Groene Partij (groene politiek, ecologisme, socialisme)
- Wit-Russische Vrouwenpartij "Nadzieja" (socialisme, feminisme)
- Verenigde Burgerpartij (klassiek liberalisme)
- Wit-Russische Sociaaldemocratische Partij (Volksassemblée) (sociaaldemocratie)
- Jong Front (Wit-Russisch nationalisme)
- Jonge Democraten (Christendemocratie)
- Wit-Russische Sociaaldemocratische Volksassemblée (sociaaldemocratie)
- Nationaal-Bolsjewistische Partij van Wit-Rusland (nationaal-bolsjewisme)
- Conservatieve Christelijke Partij (Christelijk rechts, nationaal-conservatisme)
- Partij voor Vrijheid en Vooruitgang (liberalisme, pro-Europees)
- Rechtse Alliantie (Wit-Russisch nationalisme, traditioneel conservatisme)
- Jong Wit-Rusland (Wit-Russisch nationalisme)
- Revolutionaire Actie (anarcho-communisme)
- Sociaal-Democratische Partij van Wit-Rusland (Assemblée) (sociaaldemocratie)
- Wit-Russische Christendemocratie (Christendemocratie, liberaalconservatisme)
- Beweging - Voor de Vrijheid (liberalisme)
- Vertel de Waarheid (liberale democratie)
- Samen (liberale democratie)

## Historische partijen
- Wit-Russische Revolutionaire Hramada (1902-1903)
- Wit-Russische Socialistische Hramada (1902-1918)
- Communistische Partij van Wit-Rusland (1918-1991)
- Democratische Centrum Coalitie (2004, coalitie)
- Verenigde Democratische Krachten (2006, coalitie)